# 36-та гренадерська дивізія СС «Дірлевангер»
36-та гренадерська дивізія СС «Дирлеванґер» (нім. 36. Waffen-Grenadier-Division der SS) — з'єднання, гренадерська дивізія в складі військ Ваффен-СС Третього Рейху. Сформована 15 липня 1940 року, як Команда браконьєрів «Оранієнбурґ» (нім. Wilddiebkommando Oranienburg), пізніше перейменовано на «зондеркоманду „Доктора Дирлеванґера“» (нім. Sonderkommando «Dr. Dirlewanger»). Цей каральний підрозділ СС комплектувався з ув'язнених німецьких в'язниць, концтаборів і військових в'язниць СС, а також так званими «Східними добровольцями», в тому числі і з числа колишніх радянських військовополонених. На «рахунку» дивізії масові вбивства, зґвалтування та насилля над мирним населенням Польщі, Радянського Союзу, Чехословаччини тощо.

## Історія з'єднання
Ідея створення батальйону, що складався б із браконьєрів, вперше була висловлена у листі Гітлера до канцелярії Міністерства Юстиції 23 березня 1940. Передбачалось, що їх навички та ініціативність стануть у пригоді і в цілому військове з'єднання буде кращим, ніж звичайні єгерські частини. Наприкінці травня 1940 розпочався відбір бійців та навчання нового підрозділу. Із 80 засуджених Оскар Дірлевангер відібрав 55, інші змушені були повернутись до тюрми. Нарешті 14 червня 1940 підрозділ Команда браконьєрів «Оранієнбург» (нім. Wilddiebkommando Oranienburg) було остаточно сформовано та відправлено до Польщі.
Багатьом людям у Нацистській Партії та СС не подобалось, що у війську будуть служити люди, яких засудили за кримінальні злочини. Щоб послабити критику було прийнято рішення, що новий підрозділ не буде входити до СС, але буде підпорядкований СС. Пізніше вимоги до бійців німецької армії та СС були знижені і проблема втратила актуальність.
У вересні 1940 року в батальйоні було вже більше 300 осіб, а Дірлевангер отримав звання оберштурмфюрера СС. Початкову ідею використання браконьєрів було відкинуто, хоча багато людей з першого набору отримали сержантські посади та стали інструкторами. Поступово підрозділ перетворювався на зграю бандитів. На відміну від інших штрафних формувань Німецької армії, сюди приходили люди, що скоїли важкі кримінальні злочини: умисне вбивство, зґвалтування, розбій тощо. Дирлеванґер фактично надавав їм можливість легально продовжувати злочинну діяльність.
Згодом чисельність підрозділу зростала: його розширили до батальйону СС (нім. SS-Sonderbataillon Dirlewanger), потім полку (нім. SS-Sonderregiment Dirlewanger), і нарешті, бригади СС (нім. SS-Sonderbrigade Dirlewanger).

## Діяльність та бойовий шлях

### Окупація Польщі
1 серпня 1940 підрозділу було наказано займатись охороною об'єктів біля Любліна, де в цей час створювалось єврейське гетто відповідно до так званого плану «Ніско». Численні випадки негідного поводження бійців батальйону викликали стурбованість у командуючого СС та Поліцією (нім. Höherer SS- und Polizeiführer) Крюгера. Після його скарги у лютому 1942 року батальйон перевели до Білорусі.

### Білорусь
У Білорусі (німці називали цю територію Райхскомісаріат Остланд) бійці Дирлеванґера займались антипартизанською діяльністю, співпрацюючи з бригадою РОНА Камінського.
Улюбленим методом Дирлеванґера було замкнути всіх мешканців села у коморі, підпалити її та розстрілювати з кулеметів усіх, хто намагався вийти. За деякими оцінками, так було знищено до 30000 цивільних осіб. У вересні 1942 року в гетто у Барановичах бійці підрозділу розстріляли 8350 євреїв, 389 осіб, засуджених за бандитизм, та 1274 підозроюваних у бандитизмі. У травні та червні 1943 року підрозділ брав участь в антипартизанській операції «Котбус» (нім. Kottbus), в ході якої було знищено близько 10000 осіб, здебільшого цивільних.
17 серпня 1942 року було прийнято рішення про збільшення чисельності підрозділу. В лютому 1942 року було створено другий батальйон, а у серпні — третій. До бійців приєднались сотні злочинців, засуджених за важкими карними статтями. Крім того, не менше 300 осіб були антикомуністами з радянської території. Після розширення штату Дирлеванґеру дозволили носити петлиці з символом батальйону (схрещеними гранатами).
У листопаді 1943 року підрозділ відправили на фронт, включивши до складу Групи армій «Центр». 5 грудня 1943 року Оскара Дирлеванґера нагородили Золотим Хрестом, однак його бригада зазнала значних втрат — станом на 30 грудня там залишалось лише 259 осіб. Втім, відновити повну чисельність вдалось за рахунок амністованих злочинців вже у лютому 1944.
Підрозділ продовжував боротись з партизанами до липня 1944. Після успіху операції «Багратіон» Дирлеванґер був змушений відступати від радянських військ до Польщі.

### Повернення до Польщі
1 серпня 1944 року почалось Варшавське повстання; бригада Дирлеванґера разом з іншими підрозділами брала участь у його придушенні. Протягом двох місяців у вуличних боях загинуло 2733 бійці підрозділу, він тут же отримував поповнення, тому загальні втрати сягнули 315 % штатної чисельності. Оскар Дирлеванґер отримав звання оберфюрера СС.
Відомо, що під час придушення повстання підрозділ Дирлеванґера знищив більше 40000 цивільних осіб (з них не менше 500 дітей) у районі Воля.
У жовтні 1944 підрозділ Дірлевангера отримав статус бригади. В грудні 1944 чисельність ще раз збільшили, таким чином вона досягла 4000 осіб.

### Словаччина та Угорщина
Новостворена бригада взяла участь у придушенні словацького повстання.
Приблизно в цей час до підрозділу приєднався бригадефюрер Фріц Шмедес, який до цього був командиром 4-ї поліцейської дивізії СС. Він став неофіційним радником Дірлевангера у військових питаннях.
В грудні 1944 бригада воювала на фронті в Угорщині, знову зазнавши важких втрат.

### Німеччина
14 лютого 1945 року бригаду було перетворено на дивізію. Підрозділ отримав свою остаточну назву нім. 36. Waffen-Grenadier-Division der SS.
16 квітня 1944 року почався наступ радянських військ. Наступного дня Оскара Дірлевангера було важко поранено; він передав командування дивізіоном Шмедесу. Згодом почастішали випадки дезертирства, бійці втікали цілими підрозділами. Нарешті у травні 1945 дивізіон було знищено радянськими військами у Гальбському котлі.
Фріц Шмедес та залишки штабу дивізіону змогли втекти до Ельби і здатись в полон американській армії.
Оскара Дірлевангера захопили в полон вояки Вільної Франції. 8 червня він помер, імовірно, вбитий польськими бійцями-партизанами.

## Бойовий склад
Штурмова бригада СС "Дірлевангер" (жовтень 1944)
- Штаб бригади
- 1-й гренадерський полк СС
- 2-й гренадерський полк СС
- Артилерійський полк
- Розвідувальна рота (Фузилерів)
- Інженерна рота (піонерів)
- Рота зв'язку
- Медична рота
- Рота забезпечення
- Резервна рота
- Танковий батальйон Штансдорф 1 (вермахту) (з 14 лютого 1945 року) [5]

36-та гренадерська дивізія Ваффен СС (Лютий 1945)
- Штаб дивізії
- 72-й ваффен-гренадерський полк СС
- 73-й ваффен-гренадерський полк СС
- Танковий батальйон Штансдорф I
- 36-ий артилерійський полк
- 36-а розвідувальна рота (фузилерів)
- 1244-ий фолькс-гренадерський полк (вермахту)
- 687-а (вермахту) інженерна бригада (піонерів)
- 681-ий батальйон важких винищувачів танків (вермахту)

## Командування

### Командири
- СС оберфюрер, доктор Оскар Дірлевангер (нім. Oskar Dirlewanger) (20 лютого — 17 квітня 1945);
- СС бригадефюрер і генерал-майор військ сс та поліціїФріц Шмедес (нім. Fritz Schmedes) (17 квітня — 8 травня 1945).

### Офіцери
- Оберштурмбаннфюрер СС Курт Вайссе — ад'ютант Дірлевангера (1 липня 1943 — 8 травня 1945)
- Оберштурмбаннфюрер СС Еріх Бухман — командир 72-го піхтного полку.
- Штурмбаннфюрер СС Евальд Елерс — командир 73-го піхотного полку. 28 квітня 1945 року повішений своїми підлеглими за жорстоке ставлення до них.

## Райони бойових дій
- Словаччина та Німеччина (лютий — травень 1945).